# شینبوتسو-شوگو

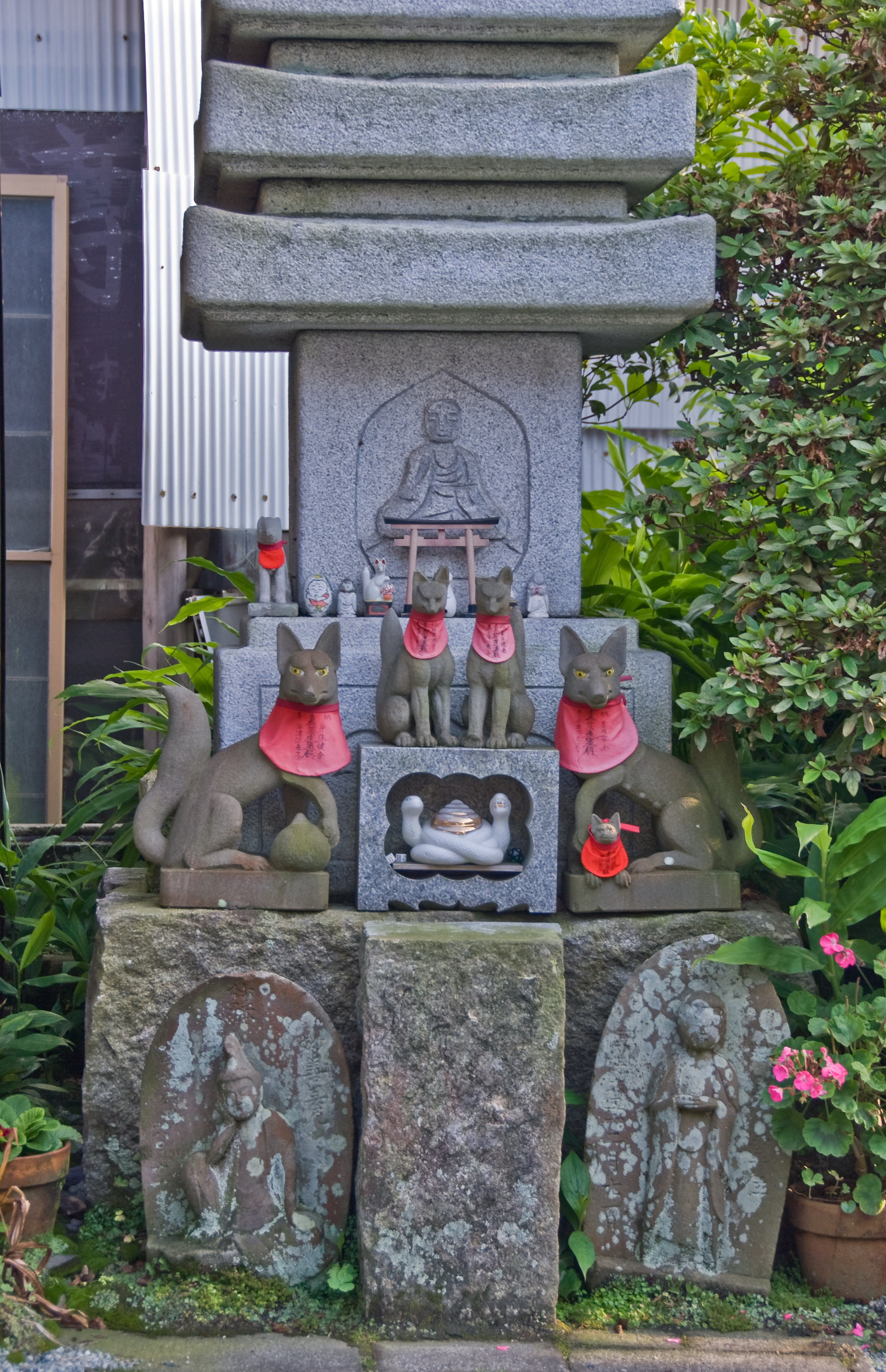
کیتسونه مقدس برای ایناری شینتو، یک توری‌ئی، بتکده سنگی بودایی، همراه با چهره‌های بودایی در معبد جوگیو در کاماکورا، کاناگاوا

شینبوتسو-شوگو (جمع‌گرایی کامی و بودا) (神仏習合)، شینبوتسو-کونکو (آلودگی کامی و بودا) (神仏混淆)، تلفیق‌گرایی شینتو و بوداگرایی در ژاپن است که تنها دین سازمان یافته ژاپن تا دوره میجی بود. با شروع سال ۱۸۶۸، دولت جدید میجی مجموعه قوانینی را تصویب کرد که عبادت بومی کامی را از آیین بودایی جدا می‌کرد.